# Мар Мар Мин
Мар Мар Мин (18 июля 1958) — бирманская легкоатлетка, выступавшая в беге на средние и длинные дистанции и марафонском беге. Участница летних Олимпийских игр 1988 года, бронзовый призёр летних Азиатских игр 1974 года. Первая женщина, представлявшая Мьянму на Олимпийских играх.

## Биография
Мар Мар Мин родилась 18 июля 1958 года.
В 1974 году завоевала бронзовую медаль на летних Азиатских играх в Тегеране. Сборная Бирмы, за которую также выступали Тхан Тхан, Нве Нве Е и Тхан Тхан Хтай, заняла 3-е место в эстафете 4х400 метров с результатом 3 минуты 45,06 секунды.
В 1988 году вошла в состав сборной Бирмы на летних Олимпийских играх в Сеуле. В марафонском беге не завершила дистанцию. В беге на 10 000 метров не вышла на старт.
Мар Мар Мин стала первой женщиной, представлявшей Бирму (Мьянму) на Олимпийских играх.

## Личный рекорд
- Марафон — 2:41.52 (1988)[2]